# Albee Rolligon
Albee Rolligon — компания из США, которая была основана в Монтерее в 1951 году. Главной задачей фирмы было производство широких шин низкого давления. Основатель компании — Билл Олби.

## Деятельность
Толчком к созданию компании послужил опыт её создателя, побывавшего в колонии эскимосов на Аляске. Именно там он впервые увидел накачанные воздухом шкуры, которые служили своеобразным буфером для беспрепятственного и быстрого движения корабля, перевозящего улов к месту назначения в сложных условиях. Уехав оттуда, он продолжал поиск сферы применения «эскимосских роликов» в цивилизованном мире.
В 1951 году Билл Олби обсудил эту тему с американским военным, заметив, что армия США испытывает проблемы, связанные с перемещением по размытым и сложным дорогам стран, где велись боевые действия. Именно этот разговор стал отправной точкой в конструировании подвески и шин низкого давления, которые бы максимально отвечали всем необходимым требованиям. Именно так звучит история создания компании Albee Rolligon, получившей патент на своё изобретение.
Узкая специализация продукции, трудоемкость производственного процесса и специфичность сферы её применения ограничивали получение стабильного дохода. Этому способствовало и то, что потребители покупали лишь единичные экземпляры товара. В результате экономическая ситуация в компании обострилась и в 1960 году Albee Rolligon была выкуплена Джоном Холландом из Хьюстона. Билл Олби до сих пор продолжает разработку резины для шин низкого давления совместно с фирмами Бриджстоун и Пирелли.